# Aphistogoniulus polleni
Aphistogoniulus polleni är en mångfotingart som beskrevs av Jeekel 1971. Aphistogoniulus polleni ingår i släktet Aphistogoniulus och familjen Pachybolidae. Inga underarter finns listade i Catalogue of Life.